# Me (CLC單曲)
《ME(美)》是韓國女子音樂組合CLC的數位單曲，歌曲由Cube Entertainment企劃並於2019年5月29日發行。

## 製作
在上一張迷你專輯No.1推出4個月後，Cube Entertainment宣布CLC將於2019年5月回歸，並公布七名成員的個人概念照。而在正式宣布新作消息之前，CLC曾在
「夢想演唱會」上表演部分內容。

## 曲目
| 曲序 | 曲目   |               | 作曲    | 时长 |
| ---- | ------ | ------------- | ------- | ---- |
| 1.   | ME(美) | MosPick、睿恩 | MosPick | 3:13 |